# Joseph Koeth
Joseph Koeth (* 7. Juli 1870 in Lohr am Main; † 22. Mai 1936 in Berlin) war ein deutscher Offizier und Politiker.

## Leben
Joseph Koeth wurde als Sohn eines Rechtsanwalts und Justizrates geboren.
Nach dem Besuch eines Humanistischen Gymnasiums trat er 1888 als Dreijährig-Freiwilliger in das 2. Feldartillerie-Regiment „Horn“ der Bayerischen Armee ein. 1890 wurde Koeth Sekondeleutnant und als solcher war er ab 1893 als Abteilungsadjutant tätig. Von 1895 bis 1898 absolvierte Koeth die Kriegsakademie, die ihm die Qualifikation für die Höhere Adjutantur und das Lehrfach sowie in zweiter Linie für den Generalstab aussprach. Als ihm die Aufnahme in den Generalstabsdienst verweigert wurde, wechselte er 1900 als Premierleutnant in die Preußische Armee über. Hier kam er zunächst in das 4. Badische Feldartillerie-Regiment Nr. 66, stieg dort zum Hauptmann und Batteriechef auf und wurde 1904 in das Lehrregiment der Artillerie-Schießschule nach Jüterbog versetzt. 1909 folgte seine Berufung in die Feldartillerie-Abteilung (A 4) des Preußischen Kriegsministeriums und im März 1912 die Beförderung zum Major.
Koeth nahm nach dem Ausbruch des Ersten Weltkriegs als Abteilungskommandeur im Trierschen Feldartillerie-Regiment Nr. 44 an den Kämpfen in Frankreich teil und kehrte im Oktober 1914 in das Kriegsministerium zurück. Dort folgte er 1915 Walther Rathenau als Leiter der Kriegsrohstoffabteilung (KRA). Im November 1918 schied er als Oberst aus dem aktiven Heeresdienst aus.
Koeth war seit 1919 im Reichsverband der Deutschen Industrie tätig und übernahm dort 1920 den ehrenamtlichen Vorsitz der Geschäftsstelle für industrielle Abrüstung (Gefia). Außerdem war er von 1920 bis 1930 Vorsitzender der Deutschen Weltwirtschaftlichen Gesellschaft und Aufsichtsratsmitglied verschiedener Unternehmen.

### Öffentliche Ämter
Koeth gehörte keiner Partei an und war nach der Novemberrevolution 1918/19 im Auftrag des Rates der Volksbeauftragten Staatssekretär im kurzlebigen „Reichsamt für die wirtschaftliche Demobilmachung“ (Umstellung der Industrie auf Friedenswirtschaft). Im Kabinett Scheidemann war er bis zur Auflösung des Ressorts Ende April 1919 Reichsminister für wirtschaftliche Demobilmachung. Vom 6. Oktober bis zum 30. November 1923 amtierte er im Kabinett Stresemann II als Reichswirtschaftsminister.
Von 1919 bis 1923 war Koeth der erste Präsident des Volksbundes Deutsche Kriegsgräberfürsorge in Berlin.

### Ehrungen
- Ehrendoktorwürde (Dr.-Ing. h. c.), Technische Hochschule Dresden[2]